# Марсак Кирило Андрійович
Кирило Андрійович Марсак (нар. 7 вересня 2004, Херсон, Україна) — український фігурист,що виступає у  одиночному чоловічому катанні. Є триразовим чемпіоном України (2023-2025),бронзовим призером чемпіонату України (2021). Чемпіон України серед юніорів (2021).Учасник чемпіонатів Європи (2023) та Світу (2023,2025). Став першим українцем, хто приземлив четверний лутц на міжнародних змаганнях у 21-му столітті.

## Спортивні результати

### Серед дорослих
| Змагання/ Сезон                 | 22-23 |  |
| Чемпіонати світу                | 25    |  |
| Чемпіонати Європи               | 21    |  |
| Серія Челенджера: Фінляндія     | 18    |  |
| Серія Челенджера: Кубок Варшави | 18    |  |
| Tallinn Trophy                  | 3     |  |
| Volvo Open Cup                  | 3     |  |
| Bavarian Open                   | 3     |  |

### Серед юніорів
| Юніорські чемпіонати світу                   | 33 | 15 |
| Юніорський етап Гран-прі: Латвія             |    | 9  |
| Європейський юнацький олімпійський фестиваль | 15 |    |
| Jegvirag Cup                                 | 3  |    |
| Latvia Trophy                                |    | 1  |
| Кубок Петренка                               | 4  |    |